# Arthur River (ort)
Arthur River är en ort i Australien. Den ligger i kommunen West Arthur och delstaten Western Australia, omkring 190 kilometer sydost om delstatshuvudstaden Perth. Arthur River ligger 284 meter över havet och antalet invånare är 130.
Trakten runt Arthur River är nära nog obefolkad, med mindre än två invånare per kvadratkilometer.. Det finns inga andra samhällen i närheten.
Trakten runt Arthur River består till största delen av jordbruksmark. Genomsnittlig årsnederbörd är 518 millimeter. Den regnigaste månaden är september, med i genomsnitt 95 mm nederbörd, och den torraste är februari, med 5 mm nederbörd.